# Nationalpark Serranía del Iñao
Der Nationalpark Serranía del Iñao (spanisch "Parque nacional y área natural de manejo integrado Serranía del Iñao") ist ein Nationalpark im südöstlichen Teil des südamerikanischen Binnenstaates Bolivien im Departamento Chuquisaca, etwa 150 Kilometer ostsüdöstlich der konstitutionellen Hauptstadt Sucre. Er wurde 2004 gegründet und bedeckt eine Fläche von 2630,9 km².

## Lage
Der Nationalpark erstreckt sich vom Flusslauf des Río Grande im Norden bis unmittelbar nördlich der Stadt Monteagudo im Süden. Er hat eine Ausdehnung von 85 Kilometern in Nord-Süd-Richtung sowie eine mittlere Breite von 30 Kilometern.
Er umfasst im Departamento Chuquisaca Teile der folgenden Municipios:
- Municipio Villa Serrano in der Provinz Belisario Boeto
- Municipio Padilla in der Provinz Tomina
- Municipio Monteagudo in der Provinz Hernando Siles
- Municipio Villa Vaca Guzmán in der Provinz Luis Calvo.

## Fauna
Zu den verschiedenen Tierarten im Park gehören u. a. Flachlandtapir, Brillenbär, Halsbandpekari, Jaguar, Puma, Südlicher Rotkehl-Nachtaffe, Fledermäuse, Rotohrara, Soldatenara, Riesentukan, Andenkondor, Schopfkarakara, Goldsaphirkolibri (Hylocharis chrysura). Unter den Reptilien sind Goldteju, Klapperschlangen und Micrurus annellatus anzutreffen.

## Flora
Bei den Pflanzenarten sind u. a. der Lepacho-Baum (Handroanthus impetiginosus), Knoblauchbaum (Gallesia integrifolia), Albizia, Schinopsis brasiliensis und Lianen im Park zu finden.